# Stazione di Vibo Valentia-Pizzo
Stazione di Vibo Valentia-Pizzo vasútállomás Olaszországban, Vibo Valentia településen.

## Vasútvonalak
Az állomást az alábbi vasútvonalak érintik:
- Battipaglia–Reggio di Calabria-vasútvonal

## Kapcsolódó állomások
A vasútállomáshoz az alábbi állomások vannak a legközelebb:
- Stazione di Eccellente
- Stazione di Mileto